# 岷县龙胆
岷县龙胆（学名：Gentiana purdomii）为龙胆科龙胆属的植物，是中国的特有植物。分布在中国大陆的青海、甘肃、四川等地，生长于海拔2,700米至5,300米的地区，多生长在高山草甸以及山顶流石滩，目前尚未由人工引种栽培。

## 别名
无茎龙胆（青藏高原药物图鉴）、邦见、邦见察保、榜间噶尔布、麻龙胆（四川）